# Real Balompédica Linense
La Real Balompédica Linense è una società calcistica con sede a La Línea de la Concepción, in Andalusia, in Spagna. 
Gioca nella Segunda Federación, la quarta serie del campionato spagnolo.
Fondata nel 1912, gioca le partite interne nello stadio Municipal de La Línea de la Concepción, con capienza di 20.000 posti.

## Tornei nazionali
- 2ª División: 6 stagioni
- 2ª División B: 14 stagioni
- 3ª División: 48 stagioni

## Stagioni
| Stagione | Categoria | Posizione |
| -------- | --------- | --------- |
| 1940/41  | 3ª        | 4°        |
| 1941/42  | Cat. reg. | —         |
| 1942/43  | Cat. reg. | —         |
| 1943/44  | 3ª        | 9°        |
| 1944/45  | 3ª        | 7°        |
| 1945/46  | 3ª        | 5°        |
| 1946/47  | 3ª        | 8°        |
| 1947/48  | 3ª        | 3°        |
| 1948/49  | 3ª        | 3°        |
| 1949/50  | 2ª        | 12°       |
| 1950/51  | 2ª        | 9°        |
| 1951/52  | 2ª        | 11°       |
| 1952/53  | 2ª        | 10°       |
| 1953/54  | 2ª        | 10°       |
| 1954/55  | 2ª        | 16°       |
| 1955/56  | 3ª        | 2°        |
| 1956/57  | 3ª        | 5°        |
| 1957/58  | 3ª        | 5°        |

| Stagione | Categoria | Posizione |
| -------- | --------- | --------- |
| 1958/59  | 3ª        | 12°       |
| 1959/60  | 3ª        | 3°        |
| 1960/61  | 3ª        | 5°        |
| 1961/62  | 3ª        | 3°        |
| 1962/63  | 3ª        | 7°        |
| 1963/64  | 3ª        | 3°        |
| 1964/65  | 3ª        | 2°        |
| 1965/66  | 3ª        | 1°        |
| 1966/67  | 3ª        | 3°        |
| 1967/68  | 3ª        | 1°        |
| 1968/69  | 3ª        | 8°        |
| 1969/70  | 3ª        | 8°        |
| 1970/71  | 3ª        | 16°       |
| 1971/72  | 3ª        | 7°        |
| 1972/73  | 3ª        | 16°       |
| 1973/74  | 3ª        | 5°        |
| 1974/75  | 3ª        | 13°       |
| 1975/76  | 3ª        | 19°       |

| Stagione | Categoria | Posizione |
| -------- | --------- | --------- |
| 1976/77  | Cat. reg. | —         |
| 1977/78  | 3ª        | 3°        |
| 1978/79  | 3ª        | 3°        |
| 1979/80  | 3ª        | 2°        |
| 1980/81  | 3ª        | 13°       |
| 1981/82  | 3ª        | 10°       |
| 1982/83  | 3ª        | 1°        |
| 1983/84  | 2ªB       | 15°       |
| 1984/85  | 2ªB       | 4°        |
| 1985/86  | 2ªB       | 2°        |
| 1986/87  | 2ªB       | 8°        |
| 1987/88  | 2ªB       | 11°       |
| 1988/89  | 2ªB       | 14°       |
| 1989/90  | 2ªB       | 14°       |
| 1990/91  | 2ªB       | 16°       |
| 1991/92  | 2ªB       | 4°        |
| 1992/93  | 2ªB       | 18°       |
| 1993/94  | 3ª        | 10°       |

| Stagione | Categoria | Posizione |
| -------- | --------- | --------- |
| 1994/95  | 3ª        | 6°        |
| 1995/96  | 3ª        | 10°       |
| 1996/97  | 3ª        | 13°       |
| 1997/98  | 3ª        | 11°       |
| 1998/99  | 3ª        | 1°        |
| 1999/00  | 2ªB       | 8°        |
| 2000/01  | 2ªB       | 13°       |
| 2001/02  | 2ªB       | 17°       |
| 2002/03  | 3ª        | 10°       |
| 2003/04  | 3ª        | 3°        |
| 2004/05  | 3ª        | 4°        |
| 2005/06  | 3ª        | 4°        |
| 2006/07  | 3ª        | 5°        |
| 2007/08  | 3ª        | 3°        |
| 2008/09  | 2ªB       | 19°       |
| 2009/10  | 3ª        | 5°        |
| 2010/11  | 3ª        | 1°        |
| 2011/12  | 2ªB       | —         |

## Palmarès

### Competizioni nazionali
- Tercera División: 5

1965-1966, 1967-1968, 1982-1983, 1998-1999, 2010-2011

### Altri piazzamenti
- Segunda División B 2011-2012:

Secondo posto: 2011-2012 (gruppo IV)
Terzo posto: 1985-1986 (gruppo II)